# Néoépitope
Les néoépitopes sont une classe de peptides liés au complexe majeur d'histocompatibilité (CMH). Ils représentent les déterminants antigéniques des néo-antigènes. Les néoépitopes sont reconnus par le système immunitaire comme cibles des lymphocytes T et peuvent déclencher une réponse immunitaire contre le cancer,.

## Description
Les épitopes, également appelés déterminants antigéniques, font partie d'un antigène reconnu par le système immunitaire. Un néoépitope est un épitope que le système immunitaire n’a jamais rencontré auparavant. Il n'est donc pas soumis au principe de tolérance du système immunitaire. Comme le produit du gène mutant n'est exprimé que dans les tumeurs et ne se trouve pas dans les cellules non cancéreuses, les néoépitopes peuvent provoquer une réponse vigoureuse des lymphocytes T. La charge mutationelle tumorale (TMB, le nombre de mutations dans une région génétique ciblée dans l'ADN de la cellule cancéreuse) est en corrélation avec le nombre de néoépitopes et serait corrélé avec les chances de survie du patient après l'immunothérapie, bien que les résultats obtenus sur la relation néoantigène/immunogénicité soient contestés,,,.
Les néoépitopes résultent de modifications post-traductionnelles. L'ARNm traduit les informations de l'ADN en polypeptide composé de 20 acides aminés standards puis de protéines. Plusieurs des acides aminés standards peuvent être modifiés après traduction par des processus enzymatiques, ou peuvent être altérés par des réactions biochimiques spontanées (non enzymatiques).
Il est de plus en plus évident que la reconnaissance immunitaire des néoépitopes produits par des mutations cancéreuses spécifiques est un mécanisme clé pour induire un rejet immunitaire de la tumeur.

## Cible pour l’immunothérapie
Le cancer est une maladie spécifique à chaque patient et il n’existe pas deux tumeurs identiques. Ainsi, l'immunogénicité de chaque tumeur est unique. Une nouvelle stratégie contre le cancer est la sélection d'épitopes pour une immunothérapie anticancéreuse individualisée ciblant le mutanome (en) de la tumeur.
L'immunothérapie individualisée du cancer recourt au système immunitaire adaptatif en faisant reconnaitre aux lymphocytes T des néoépitopes représentatifs d'un antigène mutant spécifique de la tumeur (néoantigène). L’un des défis consiste à identifier les néoépitopes qui déclenchent une réponse immunitaire appropriée (les plus immunogènes contre la tumeur).

## Vaccins contre le cancer
L’immunothérapie individualisée du cancer comprend la vaccination avec des néoépitopes dérivés de mutations tumorales. Le concept est basé sur une cartographie du mutanome spécifique d'une tumeur avec l'identification d'une gamme de néoépitopes appropriés pour un vaccin spécifique au patient. On s’attend à ce que les néoépitopes contenus dans le vaccin activent des lymphocytes T contre ce cancer spécifique. Les premiers résultats de cette approche sont disponibles,,,.